# Хаєнок Надія Анатоліївна
Наді́я Анато́ліївна Хаєнок — майстер спорту України міжнародного класу з кікбоксингу, майстер спорту України з боксу, з 2010 року — тренер.
Закінчила Бердянський державний педагогічний університет.

## Спортивні досягнення
- триразова фіналістка чемпіонату світу, WAKO.
- Фіналістка Чемпіонату Світу з кікбоксингу 2011 р.
- Чемпіонка Європи з кікбоксингу 2008 WAKO.
- Дев'ятикратна чемпіонка України з кікбоксингу (2006—2013 роки) WAKO.
- дворазова призерка чемпіонату Світу WAKO.
- п'ятиразова володарка Кубка світу.